# 磯村エレナ
磯村 エレナ（いそむら えれな、1991年8月20日 - ）は、日本のタレントである。

## 人物・来歴
- 東京都出身。
- 浅井企画所属。
- 趣味はパソコン、アウトドア。
- 特技は美術で、展覧会や作品展など出展した経験もあり、都や区の展覧会等で賞を獲得したことがある。
- 2008年8月、芸能人女子フットサルチーム「ASAI RED ROSE」に入団。背番号は「12」。